# Сушіння деревини

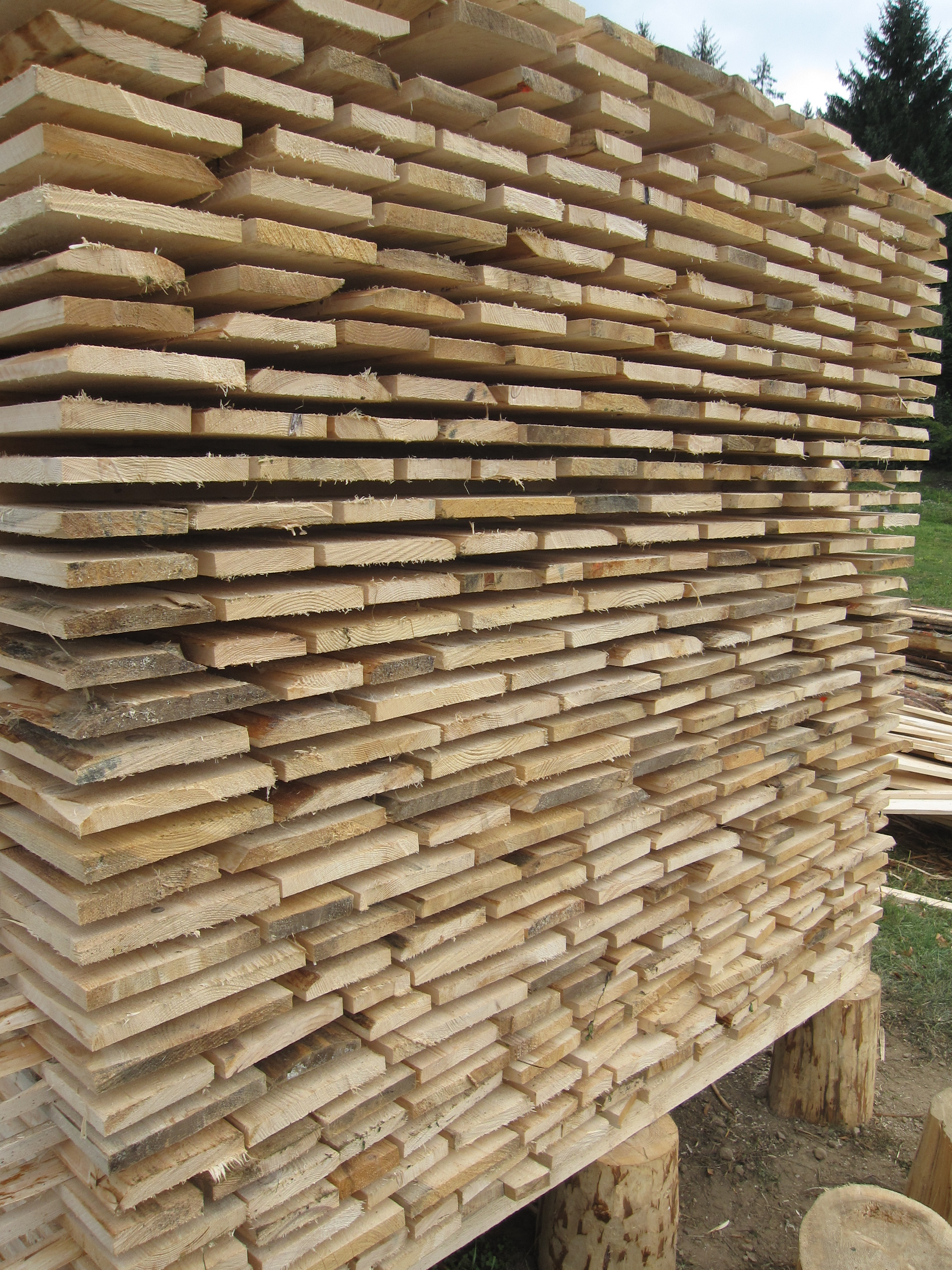
Природне сушіння дощок

Сушіння деревини (англ. wood drying) — гідротермічна обробка деревини, що полягає у видаленні з неї вологи, внаслідок чого деревина з сировини перетворюється в промисловий матеріал, що відповідає певним вимогам, котрі висувають різного роду виробництва і побутові умови. Із зміною вологості деревини змінюється її форма і об'єм (зменшуються) і вона стає стійкішою до загнивання. Деревину сушать у формі дощок, брусів, заготовок, шпону, щепи, стружки й круглих лісоматеріалів (для опор ліній електропередач, будівельних деталей).

## Типи деревини
Деревина ділиться, в залежності від її ботанічного походження, на два види:
- з хвойних порід дерева,
- з листяних порід дерева.

Хвойні легші і мають простішу внутрішню структуру, а листяні є важчими та із складнішою структурою. Густина деревини хвойних порід коливається від 350 кг/м³ до 700 кг/м³, в той час як листяні породи мають від 450 кг/м³ до 1250 кг/м³, після висихання, доведеного до 12% вологи. В листяних порід є більш складна структура, тому її проникність є набагато меншою, ніж у хвойних порід, що робить їх важчими до висушування. Причому в природі є приблизно в сто разів більше видів листяних дерев ніж хвойних, але здатність хвойних бути скоріше висушеними і легше обробленими робить сьогодні хвойні більшістю ділової деревини.

## Вода в деревині
Стовбури і крона ростучих дерев, і відповідно звалених при різці дерев, містять велику кількість води, котра часто становить більше 50% від загальної маси деревини. Дерево містить воду в трьох видах:
- Вільна вода: Велика частина води, що міститься в рослинах,  знаходиться в капілярах. Вона не пов'язана хімічно і називається вільною водою. Вільна вода не знаходиться в тому ж стані, як термодинамічна рідка вода, тому потрібна енергія щоб подолати капілярні сили. Крім того вільна вода може містити хімічні речовини, котрі можуть змінити в процесі сушіння характеристики деревини.
- Пов'язана або гігроскопічна вода: Прийняття деревиною води виникає через наявність вільних гідроксильних груп в целюлозі, геміцелюлози та лігніну молекул в клітинній стінці. Гідроксильні групи заряджені негативно. Оскільки вода є полярна рідина, вільні гідроксильні групи в целюлозі залучають і утримують воду за рахунок водневого зв'язку (25-30% від загалу води в дереві).
- Пара: Вода в клітинних просвітах у вигляді водяної пари, як правило незначна кількість при нормальній температурі і вологості. Це найменша частина води в дереві, близько 3% загалу.

### Точка насичення
Коли зелений ліс сохне вільна вода в капілярах і пар у клітинних просвітах, першими виводяться. Фізичні властивості, такі як міцність і усадка, як правило, не залежить від видалення вільної води. Точка насичення у волокнах дерева (визначається як вміст вологи при котрій вільна вода повністю зникає, тоді як клітини деревини насичені зв'язаною водою). У більшості типів лісу, точка насичення волокон знаходиться рівні на 25 до 30% вмісту вологи. Точка насичення залежить від температури. Багато властивостей деревини, котру сушать вище точки насичення волокон, зокрема об'єм, не змінюються, поки дерево не сушать нижче точки насичення.

### Рівновага вмісту вологи
Деревина є гігроскопічним матеріалом, тобто має властивість приймати або віддавати вологу у вигляді пари зі зміною стану навколишнього середовища. Пара, що міститься в деревині, створює певний тиск. Якщо тиск водяної пари в навколишньому просторі нижчий від тиску пари всередині деревини відбувається десорбція (віддавання вологи деревиною). Коли тиск пару в деревині однаковий з тиском парів в навколишньому просторі процес десорбції припиняється. Коли тиск пари в деревині менший від тиску пари в навколишньому просторі відбувається процес сорбції (прийняття деревиною вологості у вигляді пари) Кількість вологи, що залишається в дереві на даному етапі перебуває в рівновазі з тиском парів води в навколишньому просторі, і називається рівновагою вмісту вологості. Котрий змінюється в залежності від відносної вологості навколишнього середовища в значній мірі, і в меншій мірі від зміни  температури.

### Вологість деревини при використані
Деревина зберігає свої гігроскопічні характеристики після введення її у використання. Це потім проявляється у коливаннях вологості. Ці коливання можуть бути більш-менш циклічні, такі як добові зміни або щорічні сезонні зміни. Щоб звести до мінімуму зміни вмісту вологи деревини а отже і деформації дерев'яних конструкцій, що знаходяться в експлуатації, деревину, зазвичай, сушать до вмісту вологи, який близький до середніх умов у яких вона буде використовуватися. Ці умови варіюються в залежності від зовнішнього середовища в даному географічному місці. Наприклад, відповідно до австралійських стандартів для сушки деревини вологість рекомендується на рівні 10%-12% для більшості австралійських штатів, хоча є там регіони де стандартом є вологість від 15 до 18%. В умовах України цей стандарт є іншим, сушать до 8%, бо тут є зима і опалювальний період.

### Усадка і набухання
Усадка і набухання може відбуватися в деревині, коли вміст вологи змінюється. Усадка відбувається при зменшенні вмісту вологи, в той час як набряк має місце, коли вологість збільшується. Зміна об'єму не є однаковою в усіх напрямках. Найбільша зміна розмірів відбувається в напрямку, тангенціальному до кілець росту. Усадка, яка відбувається від серцевини назовні, або в радіальному напрямку, як правило, значно менша від тангенціальної усадки. Вздовж волокон усадка є малою, і її, як правило, не враховують. Поздовжня усадка від 0,1% до 0,3%, на відміну від поперечної усадки від 2% до 10%. Тангенціальна усадка часто приблизно в два рази більша від радіальної.

## Технології сушіння деревини
Сушіння деревини може бути описане як мистецтво забезпечення того, щоб критичні зміни розмірів через усадку були обмежені в процесі сушіння. В ідеалі, дерево сушать до рівноважної вологості, котра буде в експлуатації. Таким чином, подальші зміни розмірів будуть зведені до мінімуму. Це, ймовірно, неможливо повністю усунути, але усунення змін в розмірах може бути досягнуте за допомогою хімічної модифікації деревини, з використанням хімічних речовин, щоб замінити гідроксильні групи іншими гідрофобними функціональними групами. Тому вартість «сирої» деревини є в рази меншою від вартості висушеної і обробленої (в розвинутих країнах це у 5-6 разів, в Україні у 2 рази), зокрема і через її усадку в процесі сушіння, завантажується в сушарку один куб "сирої" дошки, а вивантажується близько 0,8 куба сухої дошки.
Сушка, якщо здійснюється відразу ж після вирубки дерев, також захищає деревину від первинного гниття, грибкових плям і нападу певних видів комах. Організми, які викликають гниття і плями, як правило, не можуть розмножуватися в деревині з вологістю нижчою від 20%. Більшість комах-шкідників можуть жити тільки в «сирій» деревині. Сушені пиломатеріали легші, тому витрати на транспортування і на обробку знижуються.

### Механізми руху вологи
Вода в деревині зазвичай рухається від зони вищого в зону з нижчим вмістом вологи. Сушіння починається з зовнішньої сторони дерева і рухається у напрямку до центру, і зовнішня сторона приймає й передає вологу з внутрішніх зон деревини. Деревина згодом досягає рівноваги з навколишнім повітрям у вмісті вологи.

### Пористість
Вільне місце для повітря і вологи в деревині залежить від щільності і пористості деревини. Щільність є об'ємна частка пустот від Об"єму деревини. Пористість складає від 1,2 до 4,6% від сухого об'єму деревини. Ясно, що тверді частинки повинні бути пористими, щоб бути проникними, але це не обов'язково означає, що всі пористі тіла є проникні. Проникність може існувати тільки тоді, коли порожнини з'єднані одна з одною за допомогою відкритих отворів (пор). Якщо ці отвори є закритими то матеріал може бути практично непроникним. Легка деревина, в цілому, висушується швидше.

### Причини розколів і тріщин
Головна трудність в сушінні деревини є тенденція її зовнішніх шарів висохнути швидше від внутрішніх. Виникають механічні напруження так як усадка зовнішніх шарів обмежена незмінними мокрим внутрішніми шарами, тому відбувається розрив дерев'яних тканин. Успішне керування сушінням полягає в підтримці балансу між швидкістю випаровування вологи з поверхні і швидкістю руху назовні вологи з внутрішньої частини деревини. Одним з найбільш успішних способів сушіння деревини вважається процес, коли дерево поміщають в камеру і сушать шляхом обробки парою.нажаль це невірне трактування. Водяний пар гарячий застосовується як спосіб найефективнішого розігріву деревини завдяки його великій теплоємності це по одній причині, по іншій - в сушильній камері досягається близький до насичення стан водяного пару який пригальмовує висушування поверхневих частин деревини швидше від глибинних, а вміле решулювання насичення водяного пару в камері після прогрівання всієї товщини деревини це і є процес висушування.

### Вплив температури, відносної вологості і швидкості циркуляції повітря
Параметри сушіння (температура, відносна вологість і швидкість руху повітря) обмежують граничні умови для сушіння, а значить і швидкість процесу.
Температура: Якщо відносна вологість підтримується на постійному рівні, чим вище температура, тим вище швидкість сушки. Температура впливає на швидкість сушіння за рахунок збільшення здатності повітря утримувати вологу, а також за рахунок прискорення швидкості дифузії вологи. Фактична температура в сушильній камері є температура по сухому термометру, котра являє собою температуру парогазової суміші, визначеної по сухому термометру. З іншого боку, температура по вологому термометру визначається як температура котру досягла невелика кількістю рідини котра випаровується в великій кількості ненасиченої повітряної суміші парів. Термочутливий елемент цього термометра є накритим вологою тканиною кінці котрої є занурені у ванночку з водою. Мінімальний рух повітря зі швидкістю 2 м/с необхідний для запобігання виникненню зони застійного вологого повітря.
Різниця між показами сухого і вологого термометрів температурах, використовується для визначення відносної вологості. Більша різниця між ними вказує на низьку відносну вологість. Наприклад, якщо температура по сухому термометру становить 100 °C, і по вологому термометру температура 60 °С, потім відносна вологість читається як 17% від гігрометричного графіку.
Відносна вологість повітря визначається як парціальний тиск пари води, поділений на тиск насиченої пари при тій же температурі і загальному тиску. Відносна вологість зазвичай виражається в процентному співвідношенні. Для сушіння є ще інший вагомий параметр, пов'язаний з відносною вологістю, це абсолютна вологість, котра є масою пари води на одиницю маси сухого повітря (кг води на кг сухого повітря).
Час сушіння і якість деревини залежить від швидкості повітря та його рівномірної циркуляції. При постійних температурі і відносній вологості, максимально можливу швидкість сушіння отримують шляхом швидкої циркуляції повітря по всій поверхні деревини, що забезпечує швидке видалення вологи, яка випаровується з дерева. Проте, більш висока швидкість сушіння не завжди бажана, особливо для непроникних листяних порід, так як більш високі швидкості сушки спричиняють великі навантаження, які можуть викликати тріщини деревини або її деформацію. При дуже низьких швидкостей обертання вентилятора, менш ніж 1 м/с, повітряний потік є мало ефективним. Низька ефективність зовнішньої теплопередачі не обов'язково є проблемою, якщо внутрішній рух вологи є малим, як це буває про сушінні більшості листяних порід деревини.

## Способи сушіння деревини
У широкому розумінні існують два способи за допомогою яких деревину можна сушити: природне сушіння (сушіння на повітрі) або промислове сушіння в сушильних камерах.

### Природне сушіння

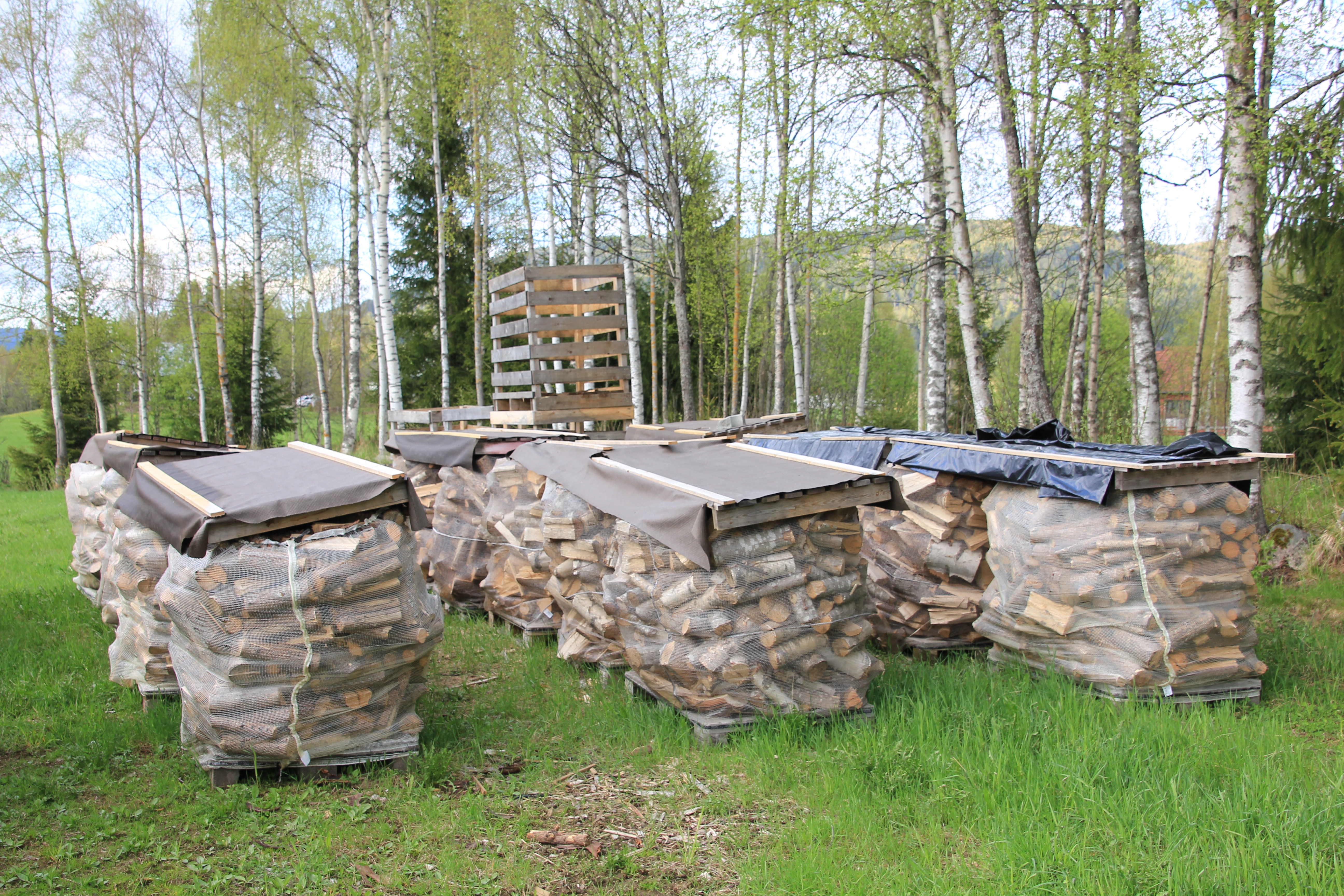
Сушіння дров

Природне сушіння деревини відбувається шляхом впливу на деревину повітря. Техніка повітряної сушки складається в основному з відповідного складування пиломатеріалів (з шарами дощок, розділених рейками), на певній висоті від землі (40-50см), в чистому, прохолодному, сухому і темному місці. Швидкість сушіння в значній мірі залежить від кліматичних умов, а також від руху повітря (вплив вітру). Для успішної повітряної сушки, безперервний і рівномірний потік повітря по всій купі деревини повинна бути забезпеченим. Швидкість втрати вологи можна регулювати шляхом покриття дошки  будь-якою речовиною, котра є відносно непроникливою для вологи; Звичайна мінеральна олива, як правило, є достатньо ефективною, з покриттям торців пиломатеріалів олійною фарбою, покращує якість деревини після сушіня.
Оброблення дощок, брусів або колод, котре регулює якийсь рух вологи, як правило, дуже добре працює за умови, якщо дерево спочатку обробляють засобами проти грибкової інфекції. Мінеральна олива, як правило, не проникає більш як 1-2 мм в глибину деревини і легко видаляється з допомогою стругання, коли деревина вже є відповідно сухою. Залежно від клімату, товщини і виду деревини таке сушіння займає від декількох місяців (для хвої) і до декількох років(наприклад для дуба).

### Промислове сушіння
Для цього, деревина укладається в сушильні камерах, котрі оснащені обладнанням для маніпуляції та контролю температури, відносної вологості повітря, вентиляції й циркуляції повітря. В сушильних камерах, як і при природній сушці, ненасичене повітря використовується як сушильний агент. Порівняння повітряної сушки, звичайної печі і сонячної сушки наводиться нижче: Деревина може бути висушена до будь-якого бажаного низького вмісту вологи в сушильній камері але при природній сушці важко висушити дерево до вмісту вологи менше 18%.
Час сушіння в сушильній камері значно менший, ніж при природному сушінні. Це означає, що, якщо капітальні витрати беруть участь, то цей капітал там протягом тривалого часу знаходився без руху при використанні природної сушки. З іншого боку використання природного сушіння, не кажучи вже про технічне обслуговування і експлуатацію, є дешевим. Крім того, деревина, котра сушиться на повітрі займає певний простір, який також може коштувати грошей. У повітряній сушці, існує мало контролю над елементами сушки, воно не може управлятися.
Температури, використовувані в сушильній камері, як правило, ліквідовують усі грибки та комахи в деревині, якщо максимальна температура по сухому термометру там є вище 60 °С. Це не гарантує природна сушка.

## Режими сушіння
Успішна робота сушильних камер може бути досягнута шляхом відповідного регулювання температури і вологості циркулюючого повітря в належний момент часу. Цей стан досягається шляхом застосування графіків просушування. Бажана мета відповідного режиму є забезпечення сушки пиломатеріалів на максимально можливій швидкості, не викликаючи небажаний деформацій деревини. На режим сушки чинять вагомий вплив:
- Відмінності анатомічних, фізичних і механічних властивостей між видами деревини.
- Товщина пиломатеріалу; тому що час сушки є приблизно обернено пропорційно товщині і, деякою мірою, залежить також від ширини пиломатеріалу.
- Призначення деревини; тому що кінцевий вміст вологи, відрізняються в залежності від використання деревини.

Є також три категорії режимів сушіння деревини:
- м'яка, де хвою сушать при максимальній температурі до 60-67°C, а дуб до 52°C;
- нормальна, де хвою сушать при максимальній температурі до 63-94°C, а дуб до 77°C;;
- форсована, де хвою сушать при максимальній температурі до 88-100°C, а дуб до 91°C;;
- високотемпературна, де хвою сушать при максимальній температурі до 101°C, дуб так не сушать.

Високотемпературна  категорія сушіння забезпечує швидкий процес сушіння, а м'яка високу якість деревини.
Приклади:  
1. Сушіння соснової дошки товщиною 52 мм, шириною 140-180 мм, з вологістю  50%.  При нормальному режимі сушіння.  
Після завантаження до сушильної камери дощок, розігріваємо повітря до 72°C  на сухому термометрі і до 67°C  на  мокрому термометру.  Й сушимо так  доки вологість цієї сосни не зменшиться до 30%, а потім піднімаємо температуру до 75°C  на сухому термометрі й 67°C  на мокрому.  І сушимо так далі доки вологість сосни не зменшиться до 20%, а потім піднімаємо температуру до 92°C на сухому термометрі і надалі 67°C  на мокрому термометрі.  Й так сушимо до необхідних 8% вологості тих соснових дощок. Розрахунковий процес такого сушіння має тривати 115-130 годин, на практиці вдвічі довше.
2. Сушіння дубової дошки товщиною 32 мм, шириною 140-180 мм, з вологістю  50%.  При нормальному режимі сушіння.  
Після завантаження до сушильної камери дощок, розігріваємо повітря до 57°C  на сухому термометрі і до 54°C  на  мокрому термометру.  Й сушимо так  доки вологість цього дуба не зменшиться до 30%, а потім піднімаємо температуру до 61°C  на сухому термометрі й 55°C  на мокрому.  І сушимо так далі доки вологість дуба не зменшиться до 20%, а потім піднімаємо температуру до 77°C на сухому термометрі і надалі 55°C  на мокрому термометрі.  Й так сушимо до необхідних 8% вологості тих дубових дощок. Розрахунковий процес такого сушіння має тривати 214 годин, на практиці вдвічі довше.

## Види сушильних камер

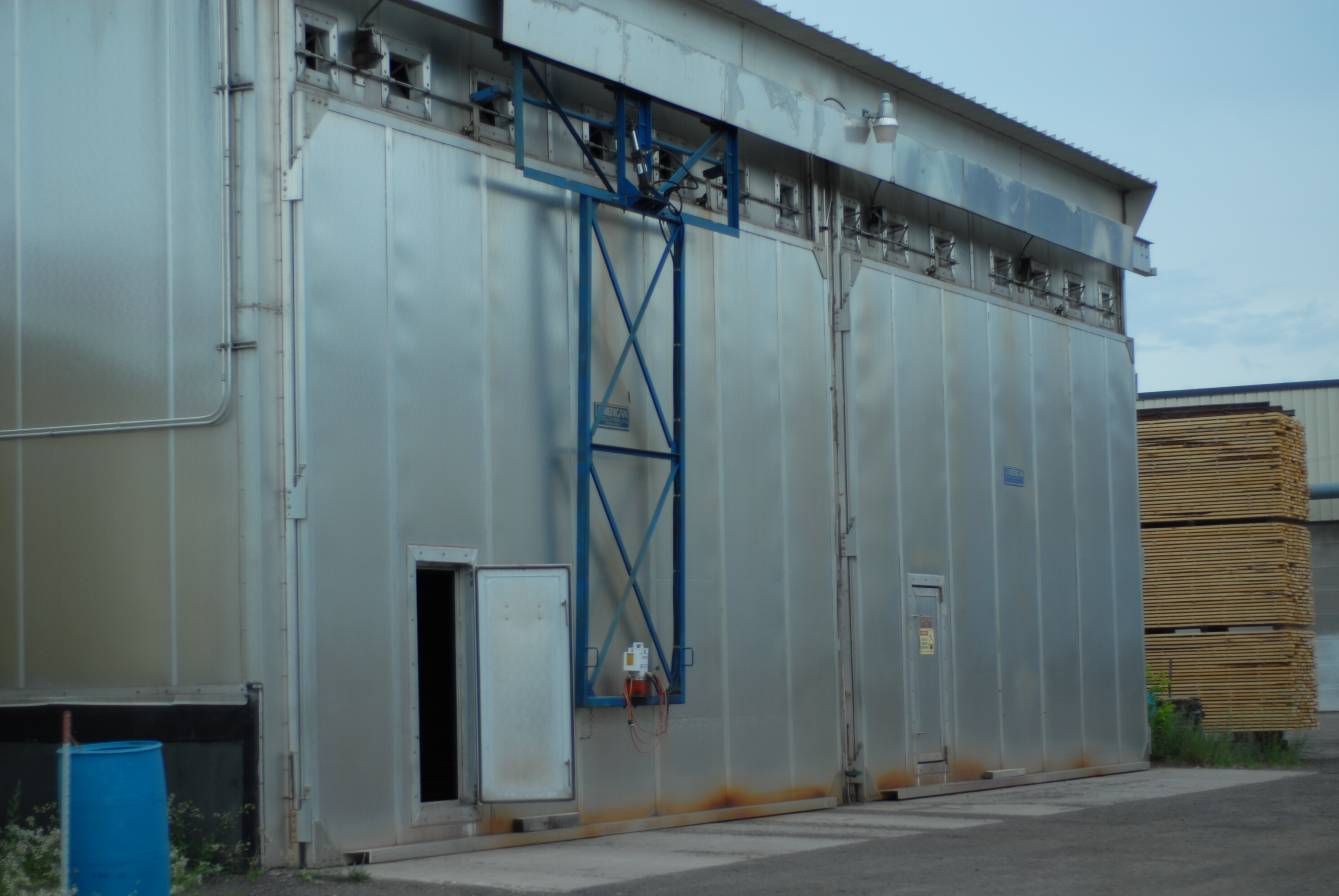
Сучасна промислова сушильна камера

### Конвективні
Основані на передачі теплоти шляхом конвекції від газоподібного або рідинного середовища

#### Газопарові
Сушіння деревини нагрітими газами (чи паром) при атмосферному тиску. Повітряно-парові сушильні камери є найбільш поширеними.

#### Вакуумні
Ці печі є найшвидшим, щоб висушити і найбільш ефективними з використанням енергії. Бо при тиску нижче атмосферного вода кипить при більш низькій температурі. Сушать там під тиском 0,8-0,9 атмосфери.

#### Сонячні
Сонячна камера забезпечує поєднання роботи сушильної камери з природною сушкою деревини. Вони мають вигляд оранжереї з природною циркуляцією повітря або з керованим вентилюванням, і без систем опалення. Сонячні камери сушать повільніше, залежать від зміни погоди, але відрізняються низькою вартістю і простотою обслуговування.

#### Вимочувальні
Занурення в проточну воду швидко видаляє зв'язану вологість, а потім дерево сушать на повітрі або у промислових сушильних камерах. Це зменшує гнучкість і довговічність деревини, а також робить її крихкою

#### Випарювальні
Занурення в киплячу воду або застосування швидкості парової сушки деревини. Цей метод, як кажуть, викликає меншу усадку але є дорогим у використані, і знижує міцність й еластичність деревини.

#### Ротаційні
Сушіння деревини на обертовій каруселі в нагрітому газовому середовищі, з використанням відцентрових сил. Використовувалася в СРСР, але поширені не були.

### Хімічні
Занурення дерева в розчин речовини, нітрату натрію або хлориду натрію, котрі діють як зневоднюючі агенти. Потім дерево сушать на повітрі.

### Діелектричні
Сушіння в електричному полі високої частоти, що викликає нагрів деревини. Цей метод є дорогим, але дає швидке, рівномірне і якісне сушіння.

### Кондуктивні
Заснована на передачі тепла деревині при контакті з нагрітими пластинами. Поширені не були.

### Радіаційні
Теплота передавалася деревині шляхом опромінення джерелами променевої теплової енергії (в основному від джерел інфрачервоного випромінювання). Цей вид сушіння в даний час не використовується.

## Сушильна камера
Сучасні високотемпературні сушильні камери, з високою швидкістю циркуляції повітря, можуть висушити 25-мм хвойну дошку за 10 годин до вмісту вологи 18%. А дубову дошку такої самої товщини вже за 28 днів, до вмісту вологи 8%.
Більшість сушильних камер для хвойних пиломатеріалів працюють на температурах до 116 °C, по сухому термометру. А для листяних пиломатеріалів, як правило, на температурах до 82 °C.
Основні елементи сушильної камери це: Утеплена будівля камери, як правило, побудована з цегляної кладки або порожнистих цементобетонних блоків. Сучасні сушильні камери бувають зі збірних металічних конструкцій обшитих з обох сторін алюмінієвими листами, а в середині є теплоізоляція: скловата або пінополіуретан.
Нагрівання зазвичай є паровим, від спалювання в котлах відходів деревообробки, зазвичай тирси. Набагато рідше від електрики або газу. Зволоження зазвичай досягається шляхом введення гострої пари в піч через труби подачі пару і форсунки і від початкового випаровування вільної вологи. З метою обмеження та контролю вологості повітря, коли велика кількість вологи в даний час швидко випаровується з деревини, є отвори для вентиляції камери у всіх типах сушильних камер, котрі закриваються і відкриваються автоматично, залежно від показів датчиків вологості повітря в камерах.
Повітря циркулює за допомогою вентиляторів або повітродувок, котрі можуть бути встановлені за межами камери або всередині (в сучасних камерах вентилятори встановлені всередині під самою стелею.